# Liptovská Mara
Liptovská Mara est le plus grand lac de barrage dans les Carpates occidentales de Slovaquie. Il est situé à l'ouest de la ville de Liptovský Mikuláš. 

## Histoire
Le lac Liptovská Mara a été construit sur la rivière Váh entre 1969 et 1975 et a nécessité l'évacuation et l'inondation de 13 villages, 12 complètement (Čemice, Demčín, Liptovská Mara, Liptovská Sielnica, Nižné Dechtáre, Paludza, Parížovce, Ráztoky, Sestrč, Sokolče, Vrbie, Vyšné Dechtáre) et 1 partiellement (Liptovský Trnovec), au total 940 familles et 4 000 habitants,,.
L'objectif premier de la construction du barrage est la protection contre les inondations mais le lac alimente aussi quatre turbines pour une puissance maximum de 198 MW.